# Paperino e il ritorno a Testaquadra
Paperino e il ritorno a Testaquadra (Return to Plain Awful) è una storia Disney, scritta e disegnata da Don Rosa nel 1989, ed è il sequel della storia di Carl Barks Paperino e il mistero degli Incas.

## Trama
Paperino, Qui, Quo e Qua si recano al deposito di Paperone, per chiedere finanziamenti per riportare certe galline nella loro valle natale. Queste galline però sono quadre e producono uova quadre. Paperone decide di finanziare la missione e di recarsi con Paperino per commerciare le uova quadre; alla fine, grazie al precedente viaggio a Testaquadra, Paperino, Qui, Quo e Qua conducono Paperone a Testaquadra. Gli abitanti di Testaquadra sono contenti di ricevere visite, ma Paperone infrange l'unica legge locale, ovvero quella di non poter mai mostrare oggetti tondi, e mostra la sua prima moneta. Paperone viene condannato ai lavori forzati, mentre Cuordipietra Famedoro, che aveva seguito di nascosto Paperone, rimane l'unico in grado di commerciare con i Tesataqudri. Ma essi rifiutano tutte le offerte di Famedoro, poiché vogliono comprare solo un gelato con gazzosa. Aiutato da Paperino e i suoi nipoti, Famedoro corre a comprare un gelato con gazzosa; in cambio dell'aiuto ricevuto, Famedoro avrebbe liberato Paperone. Quando Famedoro ritorna, però, non libera Paperone, ma i nipotini riescono comunque a fabbricare del gelato con gazzosa. Tuttavia i Testaquadri non vogliono più il gelato, bensì del denaro da mettere nel deposito da poco costruito, e l'unico che ha un miliardo di dollari da dare è Paperone, che ottiene la libertà ma non il diritto di commerciare le uova quadre.

## Riferimenti Barksiani
La storia contiene alcuni riferimenti dalle storie di Barks (oltre, ovviamente, a Paperino e il mistero degli Incas).
- Cuordipietra afferma di odiare lo spago. Probabilmente per aver perso la sfida in Paperino e il torneo monetario.
- Paperino rammenta Zio Paperone e il ratto del ratto dicendo "Mi sembra di rivivere il raduno dei lemming!" guardando un gruppo infinito di galline quadre.